# Garica
Garica – wieś w Chorwacji, w żupanii primorsko-gorskiej, w gminie Vrbnik. W 2011 roku liczyła 156 mieszkańców.